# Мухоловка целебеська
Мухоло́вка целебеська (Ficedula bonthaina) — вид горобцеподібних птахів родини мухоловкових (Muscicapidae). Ендемік Індонезії.

## Опис
Довжина птаха становить 10-11 см. У самців верхня частина тіла оливково-коричнева, надхвістя і хвіст каштанові. Перед очима великі оранжеві плями. Горло і верхня частина грудей жовтувато-оранжеві, решта нижньої частини тіла біла, боки сірувато-коричневі. У самиць горло і груди дещо світліші.

## Поширення і екологія
Целебеські мухоловки є ендеміками гірського масиву Ломпобаттанґ на півдні острова Сулавесі. Вони живуть у вологих гірських тропічних лісах. на висоті від 1100 до 1830 м над рівнем моря.

## Збереження
МСОП класифікує цей вид як такий, що перебуває під загрозою зникнення. За оцінками дослідників, популяція целебеських мухоловок становить від 3500 до 15000 птахів. Це рідкісний вид птахів, якому загрожує знищення природного середовища.